# Contratto aleatorio
Il contratto aleatorio (dal latino alea, rischio) è quell'atto negoziale in cui l'entità e l'esistenza della prestazione è collegata ad un elemento incerto, e nei quali, pertanto, il rischio contrattuale è più ampio ed assume rilevanza  causale. Entrambe le parti assumono quindi un evento futuro, la cui verificazione rimane incerta, come fattore chiave del contratto sottoscritto. A tale evento, i contraenti ricollegano gli effetti contrattuali. 
Nelle classificazioni giuridiche, i contratti aleatori vengono inquadrati nella più ampia categoria dei contratti a prestazioni corrispettive (cioè legate da un nesso di corrispettività o sinallagma), insieme a quelli commutativi, ai quali, secondo l'opinione tradizionale, si contrappongono. Discriminante tra questi e quelli rimane la misura della prestazione, che nei contratti commutativi non dipende dal caso.

## Normativa
A livello normativo, non si riscontra una precisa disposizione che identifichi i contratti aleatori. Nel codice civile italiano troviamo diversi riferimenti: i più importanti riguardano la vendita aleatoria (art. 1472, II co. c.c.), i premi ed altre utilità aleatorie prodotte dai titoli di credito (art. 1998 c.c.). 
Gli artt. 1448, 1469 c.c. sottolineano la peculiarità della categoria in parola, escludendo l'applicabilità  dei rimedi previsti per i contratti a prestazioni corrispettive (rectius, per i contratti commutativi). Pertanto la marcata assunzione del rischio all'interno del contratto fa sì che mai si possa giungere alla rescissione per lesione e alla risoluzione per eccessiva onerosità sopravvenuta.

## Prassi
A fronte di una distinzione teoricamente chiara tra contratti commutativi e aleatori, la prassi pone diverse problematiche. Quale criterio discretivo si pone tra le due categorie? Attualmente, la dottrina e la giurisprudenza sono orientate, ad utilizzare, come metro valutativo, il nesso sinallagmatico tra le prestazioni dei contraenti e più precisamente, la disciplina delle anomalie genetiche e sopravvenute insite in esso.

## Esempi di contratto aleatorio
- compravendita di speranza (emptio spei)
- fideiussione omnibus.

### Contratto assicurativo
Contratto apparentemente aleatorio è il contratto assicurativo.
Il contratto assicurativo si definisce tradizionalmente come contratto aleatorio. L'alea (rischio) si può vedere nel fatto che il singolo contratto si fonda su un rischio (cioè sull'incertezza circa il verificarsi di un evento; ad esempio un incendio): da questo punto di vista, il singolo contratto è aleatorio potendo assomigliare ad una scommessa.
D'altra parte, dal punto di vista dell'assicuratore, l'alea è assorbita dalla legge dei grandi numeri (in quanto l'assicuratore conclude una molteplicità di contratti di questa tipologia), in modo tale, che per lui il rapporto economico tra rischio assunto e premio riscosso è certo (è commutativo).
Dal punto di vista dell'assicurato, si potrebbe anche dire che, pagando il premio, sostituisce un onere certo ad uno incerto, ma assai più gravoso.